# دوربین راپاترونیک

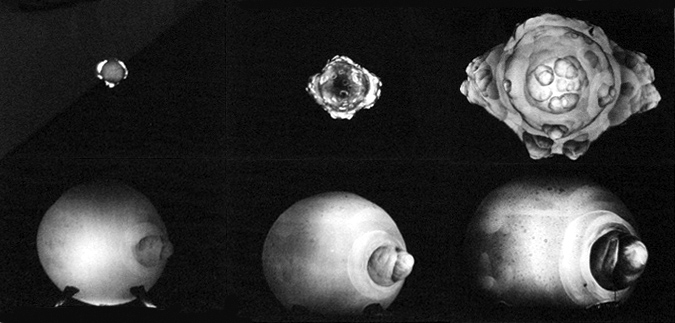
مجموعه‌ای از تصاویر ثبت‌شده از انفجار هسته‌ای با دوربین راپاترونیک از عملیات رد وینگ - ۱۹۵۶

دوربین راپاترونیک که مختصر شده عبارت (به انگلیسی: Rapid Action Electronic) می‌باشد دوربینی است که به منظور عکسبرداری فوق سریع از رویدادهایی که با سرعت زیاد روی می‌دهند مورد استفاده قرار می‌گیرد و توسط هارولد ادگرتون (به انگلیسی: Harold Edgerton) در سال‌های ۱۹۴۰ اختراع شد و برای اولین بار به منظور ثبت رویدادهای رخ داده حین انفجارهای اتمی در سال ۱۹۵۲ مورد استفاده قرار گرفت. زمان عکسبرداری توسط این دوربین حدود ۱۰ نانوثانیه است.